# Luca Cambiaso
Luca Cambiaso (Moneglia, 18 de outubro de 1527 — Escorial, 6 de setembro de 1585) foi um pintor italiano. Também era conhecido pelo nome Lucchetto da Genova, Luca Cambiasi ou Luca Cangiagio.

## Biografia

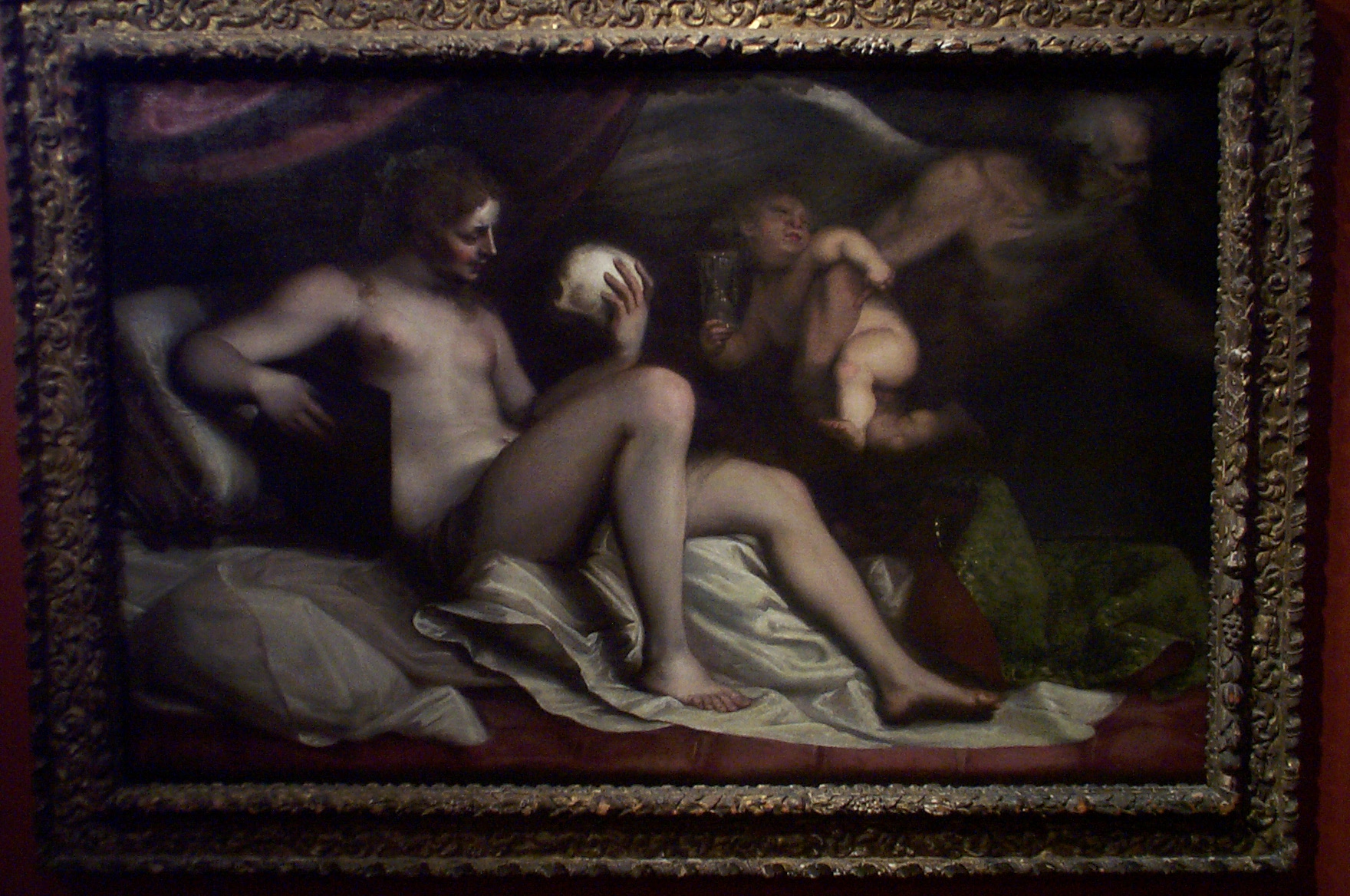
A Vaidade do Amor Terreno

Aos quinze anos já pintava na cidade de Gênova. Em 1544, aos dezessete anos, trabalhou na decoração do Palazzo Doria, junto com Marcantonio Calvi, um pintor da geração de seu pai. Também trabalhou na Igreja de São Mateus, em Gênova, com Giambattista Castello. Durante sua vida, trabalhou na decoração de vários locais e igrejas em Gênova e arredores.
Aos 30 anos, sua reputação começou a declinar, menos pela arte mas mais por sua ligação amorosa com sua cunhada, após a morte da esposa. Mesmo assim, em 1583, aceitou um convite de Filipe II para trabalhar no Escorial, em obras sacras. Com o trabalho, acreditava obter influência para casar com sua cunhada. Nada deu certo, mas recebeu 2 mil ducados pelo trabalho, a maior soma dada até então para uma única tarefa artística.
Seu filho, Orazio Cambiasi, também se tornou pintor. Outros aprendizes foram Giovanni Andrea Ansaldo, Simone Barabino, Giulio Benso, Battista Castello e seu irmão Bernardo Castello, Giovanni Battista Paggi, Francesco Spezzini e Lazzaro Tavarone.
Cambiasi pintava ao estilo de Rafael Sanzio e suas maiores influências foram Correggio e a Escola de Veneza do final da Renascença.